# کوتوشه‌وو
کوتوشه‌وو (انگلیسی: Kutushevo) یک شهرک در شهرستان ملئوزوفسکی استان باشقیرستان کشور روسیه است.